# 지엔코
지엔코(영어: GNCO Co. Ltd.)는 대한민국의 패션 기업이다.

## 역사
2025년 180억 원 규모의 주주배정후 실권주 일반공모로 유상증자를 할 예정이다.

## 종속기업
- 큐캐피탈파트너스: 기술 투자 및 융자 기업
- 큐로모터스

## 참고 문헌
1. ↑  이지훈, 한국IR협의회 기술분석보고서-지엔코, 2020.11.19
2. ↑  한국IR협의회 기술분석보고서-지엔코, 2019-02-21[깨진 링크(과거 내용 찾기)]
3. ↑  지엔코, 이커머스 시장 경쟁력 강화 나선다, 한국섬유신문, 2023-06-01
4. ↑  김진욱, 패션업에 ‘수치 경영’ 도입한 지엔코 김석주 대표, 딜사이트, 2016-02-01
5. ↑  나지현, 지엔코 김석주 대표 - “소비자 주도시대, 그들을 이해하고 공감을 얻어 접근하라”, 한국섬유신문, 2019-01-18
6. ↑  지엔코, 180억원 주주배정 유상증자 결정 연합뉴스 2025-03-14